# Лобсанн
Лобсанн (фр. Lobsann) — коммуна на северо-востоке Франции в регионе Гранд-Эст (бывший Эльзас — Шампань — Арденны — Лотарингия), департамент Нижний Рейн, округ Агно-Висамбур, кантон Рейшсоффен. До марта 2015 года коммуна административно входила в состав упразднённого кантона Сульц-су-Форе (округ Висамбур).
Площадь коммуны — 2,73 км², население — 586 человек (2006) с тенденцией к росту: 627 человек (2013), плотность населения — 229,7 чел/км².

## Население
Население коммуны в 2011 году составляло 612 человек, в 2012 году — 627 человек, а в 2013-м — 627 человек.
| 1962 | 1968 | 1975 | 1982 | 1990 | 1999 | 2006 | 2008 | 2011 | 2012 | 2013 |
| ---- | ---- | ---- | ---- | ---- | ---- | ---- | ---- | ---- | ---- | ---- |
| 505  | 538  | 510  | 491  | 579  | 496  | 586  | 600  | 612  | 627  | 627  |

Динамика населения:

## Экономика
В 2010 году из 434 человек трудоспособного возраста (от 15 до 64 лет) 319 были экономически активными, 115 — неактивными (показатель активности 73,5 %, в 1999 году — 73,3 %). Из 319 активных трудоспособных жителей работали 282 человека (165 мужчин и 117 женщин), 37 числились безработными (22 мужчины и 15 женщин). Среди 115 трудоспособных неактивных граждан 20 были учениками либо студентами, 48 — пенсионерами, а ещё 47 — были неактивны в силу других причин.